# Trichobius yunkeri
Trichobius yunkeri är en tvåvingeart som beskrevs av Wenzel 1966. Trichobius yunkeri ingår i släktet Trichobius och familjen lusflugor. Inga underarter finns listade i Catalogue of Life.